# Іньчегітун
Іньчегітун — річка на північному заході Камчатського краю в Росії.
Довжина річки — 16 км. Протікає територією Тигільського району Камчатського краю. Впадає в Охотське море.
Гідронім має Коряцьке походження, проте його точне значення не встановлено.

## Дані водного реєстру
За даними державного водного реєстру Росії відноситься до Анадир-Колимського басейнового округу.
За даними геоінформаційної системи водогосподарського районування території РФ, підготовленої Федеральним агентством водних ресурсів:
- Код водного об'єкта в державному водному реєстрі — 19080000112120000037614
- Код за гідрологічною вивченістю (ГВ) — 120003761
- Номер тому з ГВ — 20
- Випуск за ГВ — 0